# Bezno (zámek)
Zámek Bezno stojí na okraji Bezna, v okrese Mladá Boleslav. Od roku 1967 je chráněn jako kulturní památka.

## Historie

### Velkodvorská tvrz
První písemná zmínka o Bezně pochází z let 1050 a 1088, ovšem panské sídlo je poprvé zmiňováno až k roku 1369, když se objevuje v predikátu Bohuňka z Libiše a Bezna. Ten je o dva roky později zmiňován jako majitel tvrze zvané Velký dvůr. Majetkové poměry v Bezně ve 14. století jsou ovšem velmi složité a kromě vladyků z Bezna zde měli svoje majetky i zemané z Libiše, Kováně, Haček a páni ze Zvířetic. Je tedy zřejmé, že v obci stávalo vícero vladyckých dvorů, z nichž některé mohly obsahoval tvrz. V souvislosti s Beznem se však nejvíce objevují Bzenští z Prorubně a to především v období od poloviny 15. století do roku 1694. Písemné zprávy pak v tomto období uvádějí v obci minimálně tři tvrze (i s Velkodvorskou) a k roku 1694 hovoří o dvou dosud blíže neznámých tvrzích a třech dvorech.

### Zámek
V roce 1724 zakoupil statek Jan Jáchym Pachta z Rájova a jeho syn František Josef nechal v letech 1742–1750 na místě původní Velkodvorské tvrze postavit zámek. Tvrz byla zbořena a dnes ji připomíná pouze sklepení s pilíři pod hlavní zámeckou budovou. V roce 1770 pak k této budově podle plánů F. Hegera přibyla boční křídla. Po požáru v roce 1817 byl obnoven ve stejné podobě. V roce 1881 jej od Pachtů z Rájova odkoupil císař František Josef I. a v roce 1918 přešel do vlastnictví státu. Ve 2. polovině 20. století prošel několikrát drobnými úpravami; nejprve jej využíval státní statek, později ředitelství Osevy.

### Novodobá historie
K roku 2002 byl v soukromém vlastnictví a postupně byl rekonstruován. Nejpozději od roku 2012 je na prodej, protože s jeho majitelem, firmou ZÁMEK BEZNO, s.r.o, bylo v roce 2010 zahájeno insolvenční řízení a v roce 2011 na ni byl prohlášen konkurs. V roce 2020 se stal vlastníkem svěřenský fond rodiny De Bären, který zámek zakoupil v rámci insolvenčního řízení v dražbě. Ihned po vydražení začaly postupné opravy budovy č.p. 141 (bývalá kasárna), havarijní části střechy zámku a úpravy zámeckých zahrad s předpokládaným termínem dokončení do roku 2030.